# Metis veneta
Metis veneta is een eenoogkreeftjessoort uit de familie van de Metidae. De wetenschappelijke naam van de soort is voor het eerst geldig gepubliceerd in 1912 door Grandori.